# Tynda (Giljui)
Die Tynda (russisch Тында) ist ein 112 Kilometer langer rechter Nebenfluss des Giljui in der Oblast Amur im Fernen Osten Russlands.

## Verlauf
Die Tynda entsteht in etwa 590 m Höhe aus den beiden Quellflüssen Igama (links, 42 km lang) und Marschigiri (rechts, 29 km lang), die an der Südseite des Tschernyschew-Rückens entspringen. Die Tynda fließt in überwiegend nordöstlicher Richtung durch das Bergland. Der südliche Abschnitt der Amur-Jakutischen Magistrale folgt dem Flusslauf. Bei Flusskilometer 50 trifft die Fernstraße A360 von Süden kommend auf das Flusstal der Tynda und folgt anschließend dieser nach Tynda. Die Tynda nimmt bei Tynda den Getkan, der bedeutendste Nebenfluss, linksseitig auf. Im Anschluss wendet sich die Tynda nach Osten und mündet nach weiteren 16 Kilometern in den Giljui, ein Nebenfluss der Seja im Einzugsgebiet des Amur. Das Einzugsgebiet der Tynda beträgt etwa 4280 km².